# Монастырский заказник
Монасты́рский заказник — государственный природный заказник регионального значения в Пинежском районе Архангельской области.

## История
Монастырский заказник в Пинежском районе был образован как охотничий (бобровый), решением исполнительного комитета Архангельского областного Совета депутатов трудящихся от 4 марта 1975 года №113 «Об организации охотничьих заказников». С 2005 года — государственный природный биологический заказник регионального значения, образованный с целью сохранения, воспроизводства и восстановления численности диких животных, среды их обитания и поддержания общего экологического баланса. Площадь заказника — 15,9 тыс. га.

## Расположение
Монастырский заказник находится на юго-западе Пинежского района на территории Пачихинского участкового лесничества Карпогорского лесничества (лесхоза) и Лавельского участкового лесничества Сурского лесничества (лесхоза). На территории заказника находится озеро Красный Окунь и верхнее течение реки Явроньга. В царское время от озера Красный Окунь до села Клоново на Клоновском озере существовала монастырская дорога.
Точное описание границ заказника:
- северная - от северо-западного угла квартала 44 Пачихинского лесничества ФГУ "Карпогорский лесхоз" по северным просекам кварталов 44, 45 Пачихинского лесничества ФГУ "Карпогорский лесхоз", далее по северным просекам кварталов 95, 96 Лавельского лесничества ФГУ "Сурский лесхоз" до северо-восточного угла квартала 96 Лавельского лесничества ФГУ "Сурский лесхоз";
- восточная - от северо-восточного угла квартала 96 по восточным просекам кварталов 96, 107, 118, 131 до юго-восточного угла квартала 131 Лавельского лесничества ФГУ "Сурский лесхоз";
- южная - от юго-восточного угла квартала 131 по южным просекам кварталов 131, 130, 129, 128 до юго-западного угла квартала 128 Лавельского лесничества ФГУ "Сурский лесхоз";
- западная - от юго-западного угла квартала 128 по западной просеке квартала 128 Лавельского лесничества ФГУ "Сурский лесхоз", далее по западным просекам кварталов 77, 61, 44 Пачихинского лесничества ФГУ "Карпогорский лесхоз" до северо-западного угла квартала 44 Пачихинского лесничества ФГУ "Карпогорский лесхоз";

## Описание
Главные цели заказника — сохранение природы заказника, мест обитания редких и исчезающих видов животных и растений, проведение научно-исследовательских работ и мероприятий по сохранению животного мира заказника, сохранение общего экологического баланса заказника. На охраняемых землях запрещена вырубка леса, любые промышленные работы, охота, загрязнение территории и проезд на механизированном транспорте. Также нарушением режима заказника является лов рыбы сетями в озёрах и реках заказника. На территории заказника запрещён неорганизованный водный и пеший туризм.
Растительность заказника относится к зоне северной и средней тайги, представленной в основном хвойными лесами — 88,9% (еловые — 78,3%, сосновые — 10,6%). средневозрастные насаждения — 49,0%. Молодняки — 15,0%, приспевающие — 8,3%, спелые и перестойные — 27,7%. Лесные земли занимают 78,4% общей площади заказника. Нелесные земли занимают 21,6%, это в основном водные просторы и болота.
В 2008 году в заказнике было выявлено 4 вида земноводных, 1 вид пресмыкающихся, 80 видов птиц и 32 вида млекопитающих.
Из млекопитающих на охраняемой территории встречаются: речной бобр, ондатра, выдра, норка, лось, бурый медведь, лисица, горностай, белка, волк, ласка, крот, бурундук, заяц-беляк; из птиц — пискулька, скопа, орлан-белохвост, филин, лебедь-кликун, мохноногий сыч, длиннохвостая и бородатая неясыти, буроголовая и сероголовая гаичка, снегирь, пёстрый дятел, теньковка, зарянка, деряба, обыкновенная чечётка, клесты, кулики (большой и средний кроншнепы, фифи, большой улит), белая куропатка, жёлтая трясогузка, лесной конёк, кукша, свиристель, серая славка, утки (хохлатая чернеть, чирок-свистунок, гоголь и др.), сизая чайка, тростниковая овсянка, камышовка-барсучок, луговой чекан, черныш, вальдшнеп, рябчик, тетерев, кукушка, зяблик, вьюрок, пеночка-весничка, рябинник, белобровик, чиж, обыкновенная чечевица. Верховые болота заселены живородящей ящерицей, травяной лягушкой. В озере Красный Окунь обитают разные виды рыб, такие как: щука, лещ, речной окунь, нельма, соро́га, налим и другие.